# Ellersdorf (Sohland an der Spree)

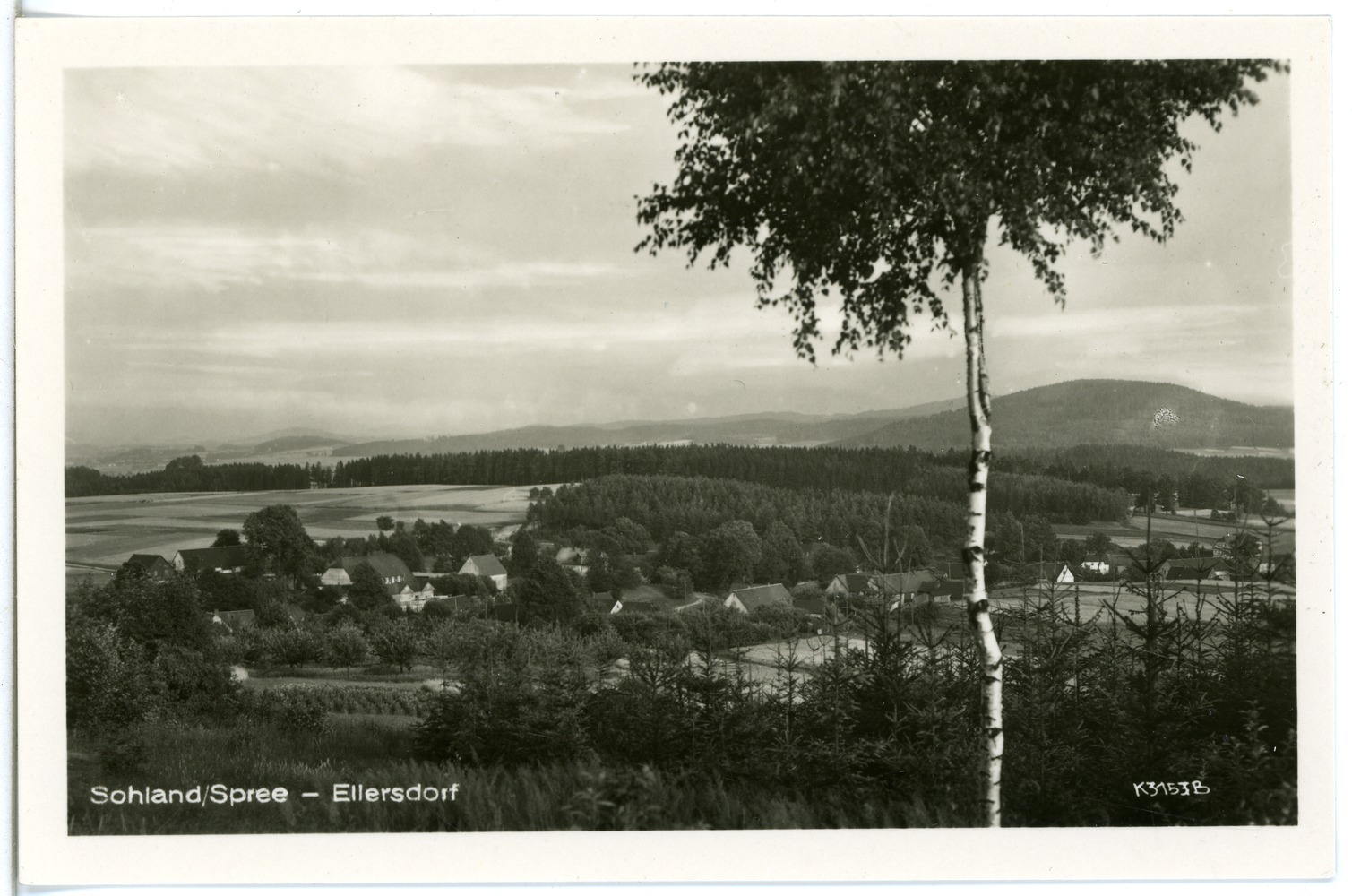
Blick auf Ellersdorf (1953)

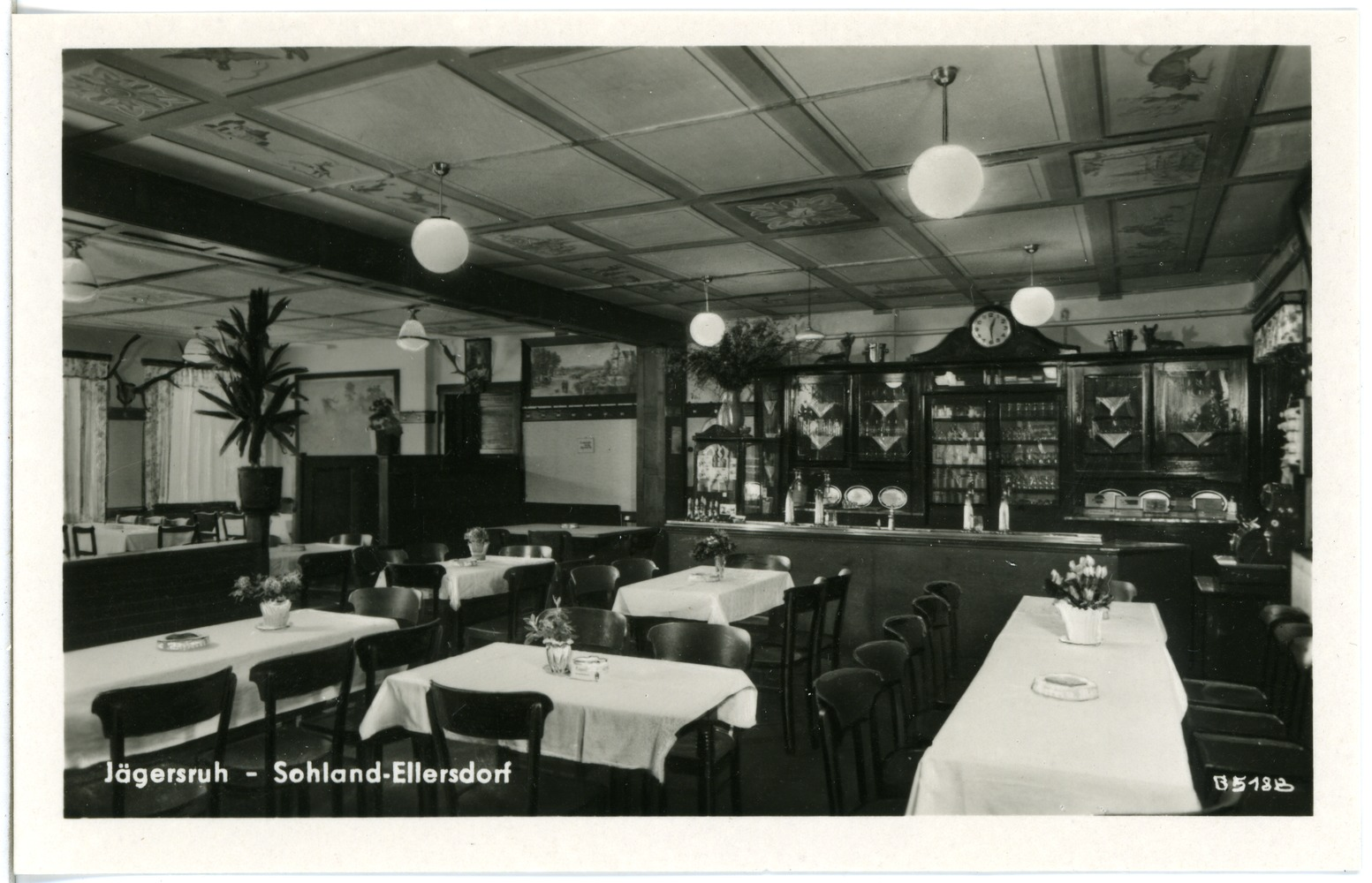
Gasthof Jägersruh, Gaststube (1953)

Ellersdorf ist ein Gemeindeteil des Hauptortes der Gemeinde Sohland an der Spree im Landkreis Bautzen.

## Geographie

### Lage
Ellersdorf erstreckt sich südlich der Kälbersteine (487 m) im Lausitzer Bergland am Südabfall der Bieleboh-Bergkette entlang des Oberlaufes des Ellersdorfer Wassers. Westlich des Dorfes liegen die Wallanlagen der Sohlander Burg und die Waldbühne Sohland, südwestlich der Stausee Sohland. Nordöstlich von Ellersdorf entspringt der Wassergrundgraben. Nordwestlich erhebt sich der Mälzerberg (413 m), im Nordosten der Pickaer Berg (486 m), südöstlich der Wachtberg (363 m), im Süden der Frühlingsberg (353 m) und südwestlich der Schloßberg (323 m). Südlich von Ellersdorf verläuft die Bundesstraße 98.

### Nachbarorte
| Kapellenberg, Schirgiswalde | Neucallenberg, Crostau                      | Wurbis, Picka           |
| Petersbach, Altscheidenbach | Kompassrose, die auf Nachbargemeinden zeigt | Lindenberg, Wassergrund |
| Wendisch-Sohland            | Neusorge                                    | Schafberg, Taubenheim   |

### Straßen
Der Ortsteil besteht aus den Straßen Ellersdorfer Straße, Schirgiswalder Weg und Pickaer Weg.

## Geschichte
Die erste Erwähnung von Elbrechtstorff erfolgte im Jahre 1409. Vermutlich wurde das Dorf nach einem Lokator Albrecht benannt. Auf der Grundlage des Zehntregisters von 1656 ging Erich Ettmüller das Ellersdorf früher größer war und die Höfe durch Bauernlegen dem Rittergut Wendisch-Sohland einverleibt wurden. Zentrum des Ortes war die Rechenbergische Erbpachtschenke, an deren Stelle später der Gasthof „Jägersruh“ errichtet wurde.
Ab der Mitte des 19. Jahrhunderts bildete Ellersdorf einen Ortsteil der Gemeinde Wendisch-Sohland, gepfarrt war die Ansiedlung nach Mittelsohland. Seit der 1877 erfolgten Fusion von Wendisch-Sohland mit Obersohland, Mittelsohland und Niedersohland zur Gemeinde Sohland an der Spree, war Ellersdorf ein Ortsteil derselben. Die Bewohner waren Kleinbauern und Gärtner, die in den Fabriken der Umgebung und dem angrenzenden Waldgebiet „Kohlstatt“ arbeiteten. Nach dem Ersten Weltkrieg wurde im Wald westlich von Ellersdorf die Waldbühne Sohland angelegt. Wegen der nach Süden offenen und verkehrsarmen Lage mit weiter Aussicht über das Sohlander Spreetal wurde Ellerdorf seit dem 20. Jahrhundert zunehmend von Urlaubern aufgesucht. Zum 1. Januar 2011 wurde Ellersdorf als amtlicher Gemeindeteil von Sohland an der Spree gestrichen. Das bei Ausflüglern beliebte Gasthaus Jägersruh wurde im Jahre 2013 aus Altersgründen geschlossen, seit 2016 wurde es ohne Gaststättenbetrieb als Veranstaltungshaus „Zur Jägersruh“ wieder eröffnet.

### Ortsname
Urkundlich überliefert sind die Namensformen Elbrechtstorff bzw. Elberßdorff (1409), Ebersdorf (1513), Elbersdorff (1559), Elbertstorff bzw. Elberstorff (1621) und Elbersdorf bzw. Elgersdorf  (1631). Seit 1732 wird das Dorf als Ellersdorf bezeichnet.

### Verwaltungszugehörigkeit
- 1777: Bautzener Kreis, 1843: Landgerichtsbezirk Bautzen, 1856: Gerichtsamt Schirgiswalde, 1875: Amtshauptmannschaft Bautzen, 1952: Kreis Bautzen, 1994: Landkreis Bautzen, 1. August 2008: Landkreis Bautzen.

### Einwohnerentwicklung
| Jahr | Einwohner                    |
| ---- | ---------------------------- |
| 1777 | 5 besessene Mann, 17 Gärtner |
| 1834 | 262                          |
| 1871 | 362                          |

## Ortsbild
Ellersdorf ist ein kurzes Waldhufendorf, das im oberen Tal des Ellersdorfer Wassers angelegt wurde. Das Dorf liegt in einem sich vom Spreetal bis nahe dem Wachtberg erstreckendem Schotterareal, dass während der Elster-Kaltzeit am Südrand der Vereisung durch Schmelzwasser aufgespült wurde. Zwischen dem Südfuß des Kälbersteins und dem Talboden befinden sich breite Ablagerungen aus Sanden und Kiesen mit eingelagerten Blockpackungen aus dünnen grobmaterialigen Bänken und einzelnen bis zu kopfgroßen Geröllen als Reste der Elster-Moränen. Lediglich im östlichen Teil der Flur gibt es Lößlehmflächen.